# Delbert Lamb
Delbert Thomas "Del" Lamb (Milwaukee, 22 de octubre de 1914 – Franklin, 25 de septiembre de 2010) fue un patinador de velocidad estadounidense. Compitió en la prueba de los 500 metros de los Juegos de 1936 y 1948 donde acabó quinto y sexto respectivamente. En los mundiales, fue campeón en los Mundiales de 1936 y subcampeón en 1950.
Lamb trabajó como bombero en Milwaukee pero eligió dejar su empleo para competir en los Trials de los Juegos Olímpicos de 1948 en medio de una gran tormenta de nieve en Milwaukee. Entre 1948 y 1958 sirvió como sheriff en Milwaukee a la vez que regentaba una tienda de bicicletas. Después de retirarse de las competiciones, trabajó como entrenador de patinaje de velocidad y asistió a los Juegos Olímpicos de Invierno de 1956 en esta responsabilidad. En los siguientes Juegos Olímpicos en Squaw Valley se desempeñó como Jefe para eventos de patinaje de velocidad. En 1969 fue incluido en el Salón de la Fama del Patinaje de Velocidad de los Estados Unidos.
Lamb murió a los 95 años producto de Alzheimer en su casa de Franklin, Milwaukee.